# José Roberto Marques
José Roberto Marques, bekend onder zijn spelersnaam Zé Roberto (São Paulo, 31 mei 1945) is een voormalig Braziliaans voetballer.

## Biografie
Zé Roberto is de zoon van Jerônimo, die in de jaren veertig een belangrijke speler was voor Corinthians. Hij begon zijn carrière in 1964 bij São Paulo. Dat jaar nam hij met het Olympisch elftal ook deel aan de Spelen van dat jaar. Van 1967 werd hij geregeld uitgeleend aan andere clubs. Met Coritiba werd hij drie keer staatskampioen. 